# Ян Стефан Убальдіні
Ян Стефан Убальдіні (пол. Jan Stephan Ubaldini de Rippa) — львівський міщанин, член Колегії сорока мужів (1652-1654), лавник (1654-1664) та райця (1664-1694). Бурмистр (1664, 1666, 1677, 1679, 1683) та війт Львова (1675, 1680, 1685).
Представник роду львівських патриціїв флорентійського походження Убальдіні, внук львівського купця Урбана Убальдіні, відомого трагічною історією кохання. Син міського райці Яна Убальдіні.
Під час облоги Львова козаками та татарами під проводом Богдана Хмельницького в 1648, майже поцілив в Хмельницького кулею з гармати — куля впала в землю біля копит коня гетьмана.